# Caprifoi
Caprifoiul (Lonicera caprifolium), numit în popor și Mâna Maicii Domnului și foarte rar, cășie, căpriță, curpen, frunza-caprei, ghiară, stânjenită, este o plantă din familia caprifoliaceelor.

## Descriere

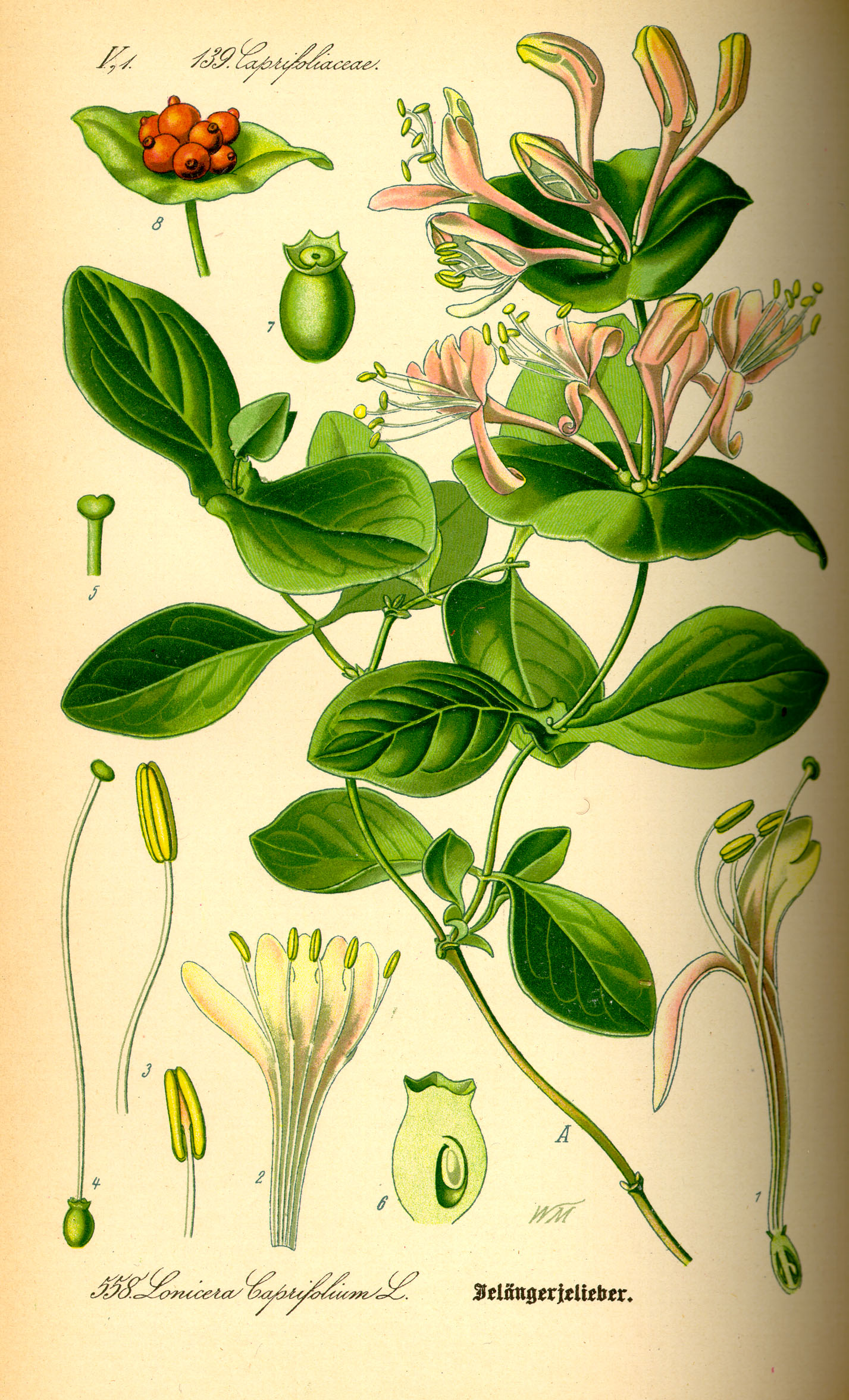
Părțile plantei

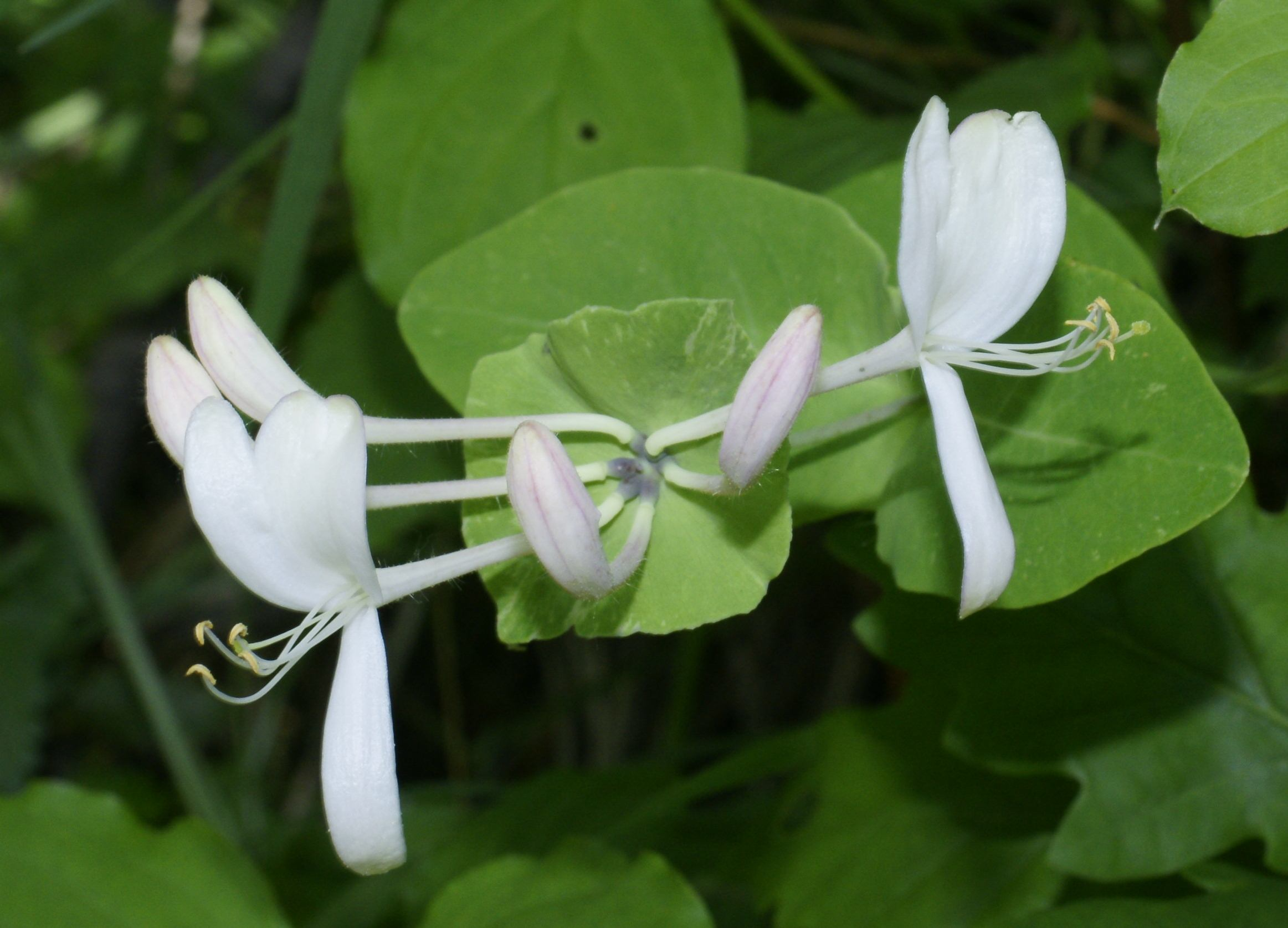
Flori

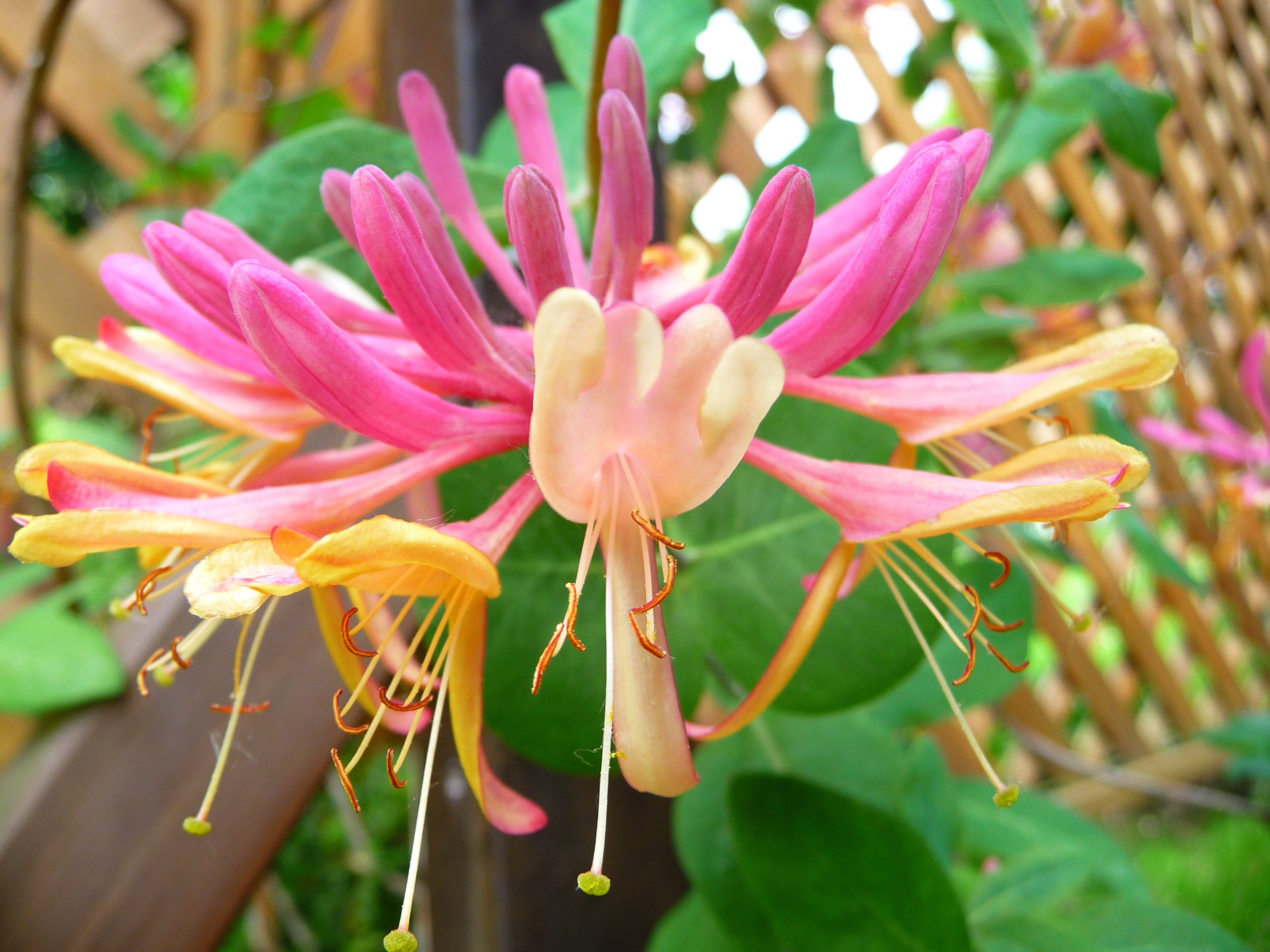
Inflorescență din apropiere

### Caracteristici vegetative
Caprifoiul este o liană lemnoasă cu frunza căzătoare, care poate ajunge la înălțimea de 2 m. Dacă dă de un suport precum copaci mici, arbuști, stâlpi, garduri etc, poate să atingă înălțimi de la 6 până la 10 m și lățimea de până la 3 m. Scoarța albicioasă a ramurilor găunoase este acoperită la început de peri rari, care mai târziu dispar. 
Frunzele opuse, în cazul în care se află la vârful lăstarilor sunt sesile (fără pețiol) și concresc câte două pe lăstar. Forma lor este ovoidă sau obovoidă și lungimea poate varia între 4 și 8 cm, uneori ajungând până la 10 cm. 

### Caracteristici generative
Înflorirea durează din mai până în iulie. Inflorescența poate conține până la zece flori hermafrodite pentamere de forma trompetei, care pot fi gălbui sau albe, deseori cu o nuanță roșiatică. 
După desfacerea tubușoarelor roșiatice lunguiețe se arată staminele albe și pistilul. Sunt doar cinci stamine. Polenul are culoare galbenă. 
Începând cu sfârșitul verii apar fructele (bacă) cu  diametrul de circa 8 mm și toxicitate redusă, care la atingerea maturității capătă culoare roșie aprinsă. 
Numărul cromozomial este 2n = 18.

## Ecologie
Această plantă cățărătoare poate dăuna arborilor tineri, copleșindu-i. Ocazional se întâmplă că prin împletire și concreștere apare material lemnos potrivit pentru toiegele răsucite foarte căutate.  
Florile numeroase răspândesc din mai până în iulie în orele de seară o puternică mireasmă dulcie ca să atragă moliile. A doua zi florile de abia desfăcute încep să se ofilească. Polenizarea este efectuată de către insecte. Florile cu nectar abundent sunt vizitate de molii, sfingide ș.a.  
Fructele rămân mult timp pe ramuri și servesc ca hrană păsărilor. 

## Răspândire
Inițial caprifoiul creștea în Norvegia, Suedia, Polonia, Spania, Italia, Austria, Ungaria, Cehia, fosta Iugoslavie, Albania, precum și în România. Asia de Vest de asemenea face parte din arealul său originar.
Această plantă este un neofit în toate celelalte părți ale Europei, în Asia Mică și Caucaz, precum și în Anzii sud-americani. Caprifoiul este popular în calitate de plantă ornamentală în parcuri și grădini. 

## Utilizare
Unele soiuri sunt folosite ca plante ornamentale nepretențioase. Aceste soiuri se înmulțesc prin butași. 
Extractul din rădăcinile caprifoiul era utilizat pentru producerea unui colorant albastru.